# Sismo de Achém de 2013

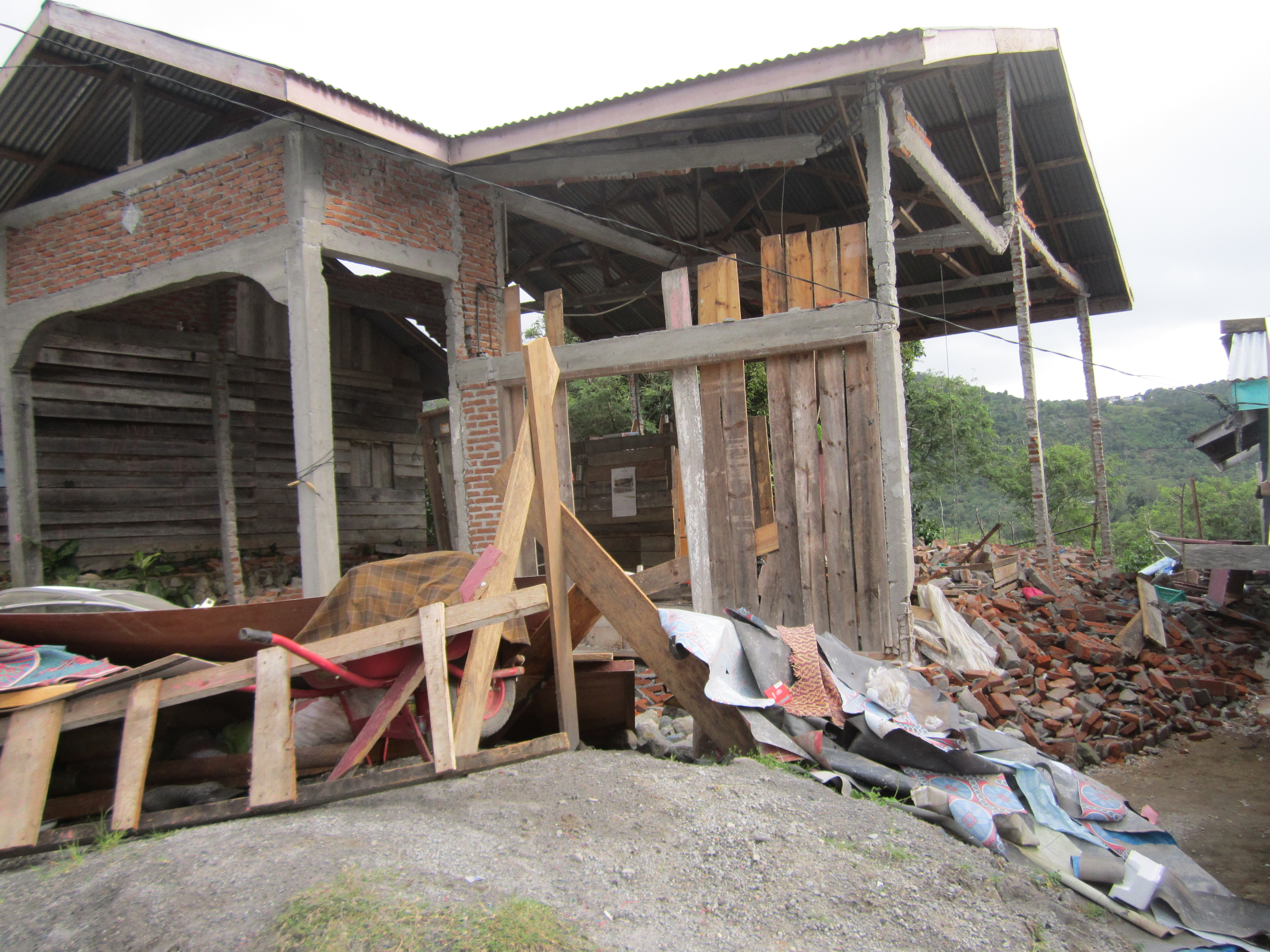
Moradia destruída pelo terramoto.

O sismo de Achém de 2013 foi um sismo registrado na terça-feira dia 2 de julho de 2013, que se produziu na Província nortenha de Achém, localizado na ilha de Sumatra, Indonésia. O movimento telúrico foi monitorado pelo Serviço Sismológico dos Estados Unidos, ao igual que o Centro Sismológico Europeu. O sismo produziu danos consideráveis, derrubamentos de edifícios, 35 mortos e um tsunami local.

## Epicentro
O epicentro deste terramoto produziu-se a 58 km ao sul de Bireum, a 165 km ao sudeste de Banda Achém e a 70 km ao sul de Reuleuet e Lhokseumawe. O sismo produziu-se às 07h37 UTC, com uma magnitude na escala de Richter de 6,1 graus, a uma profundidade de uns 10 km. A energia libertada por este terramoto foi o equivalente a 21 180 toneladas de TNT, que tanto faz a 1,1 bombas atómicas. O reporte preliminar do sismo indicava que as localidades como Penang, Quedá, Perak, Selangor e Malaca, tinham sentido o tremor, gerando pânico na cidade de Perak, com a evacuação em massa de pessoas dos edifícios, pelo temor de se produzir um movimento telúrico de maior força. Inclusive o sismo sentiu-se tão distante como até à localidade de Bayan Lepas, a uns 413 km a este do epicentro. 
Posterior ao primeiro sismo, ocorreram várias réplicas como a de magnitude 4,3 graus na escala de Richter registrado às 07h59 UTC, outro de 5,5 graus às 13h55, e um de 5,3 graus às 15h36 hora UTC. As réplicas sucederam-se perto do epicentro do primeiro terramoto.